# Serguéi Dudakov
Serguéi Víktorovich Dudakov (en ruso: Сергей Викторович Дудаков; Moscú, Unión Soviética; 13 de enero de 1970) es un entrenador de patinaje artístico sobre hielo. Compitió en patinaje individual masculino, representó a la Unión Soviética en el Golden Spin de Zagreb en 1989, donde ganó la medalla de oro. Fue dos veces campeón de la Copa Piruetten y finalizó en séptimo lugar en el Campeonato Mundial Júnior de 1987. Es especialista técnico del equipo de entrenamiento Tutberidze, siendo una pieza clave en el desarrollo y profesionalización de los patinadores que están bajo la dirección de dicho equipo. 

## Carrera profesional
Comenzó su carrera en el patinaje artístico representando a la Unión Soviética en la competición del Golden Spin de Zagreb de 1989, parte de la Challenger Series de la ISU, en dicha competición ganó la medalla de oro, la primera en su carrera. Más adelante obtuvo dos veces el primer lugar, ganando el oro en los años 1989 y 1990 en la Copa Piruetten. Sus resultados le otorgaron una plaza para participar en el Campeonato Mundial Júnior de 1987, donde se ubicó en el séptimo lugar general. Durante toda su carrera fue entrenado por Víktor Kudriávtsev en la ciudad de Moscú. Tras su retiro en del patinaje competitivo en 2006, Dudakov comenzó a ser entrenador en el club DYUSSH n.º 48 en Moscú, lo hizo hasta el 2011. Ese mismo año se unió al club Sambo 70, también ubicado en Moscú, para co entrenar junto a Eteri Tutberidze a partir de la temporada 2011-2012. Fue junto a Tutberidze entrenador de patinadores como las medallistas olímpicas Yúliya Lipnítskaya, Yevguéniya Medvédeva y Alina Zaguítova. Ha sido entrenador también de Polina Tsúrskaya, Polina Korobéinikova y Polina Shelepen, quienes han dejado el club Sambo 70. En el nivel júnior coentrena a Anna Shcherbakova, Aliona Kostornaya, Aliona Kanysheva, Kamila Valíeva y el joven Alekséi Yerojov. Fue condecorado con la Orden de la Amistad de la Federación Rusia en 2018.

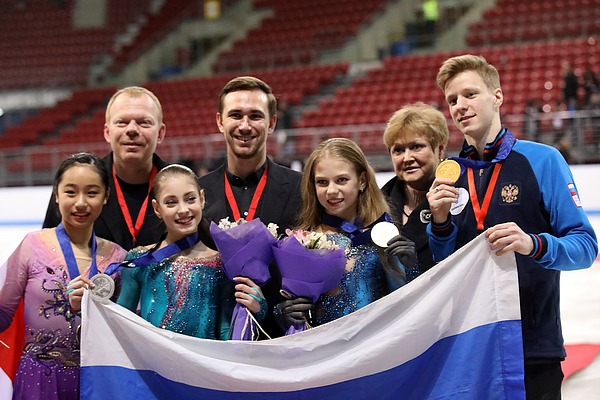
Dudakov (arriba izquierda) junto a sus alumnas y personal del club Sambo 70.

### Resultados competitivos
| Internacional         | Internacional | Internacional | Internacional |
| Evento                | 1986–1987     | 1989–1990     | 1990–1991     |
| --------------------- | ------------- | ------------- | ------------- |
| Golden Spin de Zagreb |               | 1             |               |
| Copa Piruetten        |               | 1             | 1             |
| Mundial Júnior        | 7             |               |               |